# Smodicinodes kovaci
Smodicinodes kovaci är en spindelart som beskrevs av Ono 1993. Smodicinodes kovaci ingår i släktet Smodicinodes och familjen krabbspindlar. Inga underarter finns listade i Catalogue of Life.